# Melanococcus lobulatus
Melanococcus lobulatus är en insektsart som först beskrevs av Green 1915.  Melanococcus lobulatus ingår i släktet Melanococcus och familjen ullsköldlöss. Inga underarter finns listade i Catalogue of Life.